# 武城郡
武城郡，中国前涼时设置的郡。

## 建置沿革
前涼建興三十三年（345年）前後，置武城郡，領縣不可考，屬河州。
十六国时期，武城郡相繼為前涼（345年－347年）、後趙（347年－350年）、前涼（350年－355年）、李儼（355年－367年）、前秦（367年－385年）、西秦（385年－400年）、後秦（400年－409年）、西秦（409年－430年）所有。永弘三年（430年），吐谷渾佔領武城郡。

## 太守
- 張悛，前涼張重華建兴三十五年（347年）前後在任。[1]